# راند ليك بارك (إلينوي)
راند ليك بارك (بالإنجليزية: Round Lake Park)‏ هي منطقة سكنية تقع في الولايات المتحدة في إلينوي. يقدر عدد سكانها بـ 7,505 نسمة .

## الموقع الجغرافي
الموقع الجغرافي للمناطق المحيطة بهذه النقطة هو كالتالي: